# Vestergrenia multipunctata
Vestergrenia multipunctata är en svampart som först beskrevs av Georg Winter, och fick sitt nu gällande namn av Arx & E. Müll. 1954. Vestergrenia multipunctata ingår i släktet Vestergrenia och familjen Dothideaceae.   Inga underarter finns listade i Catalogue of Life.